# Christian Christiansen (politiker, født 1895)
 For alternative betydninger, se Christian Christiansen. (Se også artikler, som begynder med Christian Christiansen)
 Ikke at forveksle med Christian Christensen (politiker).
Jens Carl Christian Marinus Christiansen (født 14. september 1895 i Kankbølle, Hjortshøj ved Aarhus, død 6. februar 1963 i København) var en dansk politiker (Socialdemokraterne) og minister.
Født i Kankbølle i Hjortshøj ved Aarhus, søn af smed I.P. Christiansen og hustru Maren, født Andersen.